# Зарлуи (район)
Зарлуи (нем. Saarlouis [zaːrˈlʊɪ]) — район в Германии. Центр района — город Зарлуи. Район входит в землю Саар. Занимает площадь 459 км². Население — 203,7 тыс. человек (2010). Плотность населения — 444 человека/км². 
Официальный код района — 10 0 44.
Район подразделяется на 13 общин.

## Города и общины
1. Зарлуи (37 149)
2. Диллинген (20 861)
3. Лебах (19 748)
4. Вадгассен (18 269)
5. Швальбах (17 737)
6. Шмельц (16 764)
7. Релинген-Зирсбург (15 460)
8. Саарвеллинген (13 462)
9. Иберхерн (11 730)
10. Валлерфанген (9552)
11. Нальбах (9210)
12. Бус (7159)
13. Энсдорф (6619)

(30 июня 2010)